# Roberto Angleró
Roberto Angleró Pepín (Fajardo, Puerto Rico; 12 de septiembre de 1929-Kissimmee, Florida; 28 de abril de 2018) fue un puertorriqueño músico, compositor y cantante.  Notable por escribir canciones exitosas en  bolero, salsa y géneros de la música afro-puertorriqueña.  Es reconocido por haber escrito varios singles de música en español, como "La Pared", "Si Dios fuera negro", "La boda de ella", "Soy Boricua" y otros.

## Biografía
Roberto Angleró nació en Fajardo, Puerto Rico el 12 de septiembre de 1929.  Su padre Juan, un carpintero itinerante, era originario de Maricao, Puerto Rico en el lado occidental de la isla; su madre Carmen era costurera. Siempre moviéndose donde había trabajo disponible, su padre se mudó a Barrio Obrero, uno de los barrios obreros de San Juan cuando la pareja se separó.  El cantante de Plena: Manuel Jiménez, "Canario", vivía en su misma calle, y Angleró asistía a los ensayos del grupo de Jiménez.  Catalino Curet Alonso era amigo desde la infancia; más tarde, el primo de Angleró convenció a Curet para que se convirtiera en trabajador postal.
La tía de Angleró, que vivía cerca, tenía una colección de discos pequeña, pero diversa, y al escuchar estos discos se sintió inspirado para convertirse en cantante. Aunque el miedo escénico a veces le impedía aparecer en programas amateurs como Rafael Quiñones Vidal después de aparecer.  También se convirtió en un ávido jugador de béisbol, atleta de pista y campo, y tomó clases de percusión y trompeta.
En cuanto a disuadir a Roberto de que sus pasatiempos lo distraigan de obtener un oficio o profesión, el padre de Angleró lo envió a vivir con su familia en el Bronx en la ciudad de Nueva York en 1942. Se convirtió en mecánico, su profesión de toda la vida, pero por un tiempo también probó suerte como percusionista y bailarín en clubes latinos locales como el Palladium, e incluso recibió clases de percusión de Max Roach.

## Carrera musical
Luego de regresar a Puerto Rico y superar sus problemas escénicos, Angleró tocó con algunos tríos y cuartetos en Barrio Obrero, hasta que se integró a la Orquesta Panamericana de Lito Peña. Cantó con la orquesta, tocó percusiones menores, y también comenzó a escribir canciones para la banda, con la ayuda de Peña y su pianista de mucho tiempo, Héctor Urdaneta, a quien asegura que fue instrumental para cualquier éxito que haya logrado como compositor. Compuso su sencillo más conocido, "La Pared", una canción de bolero que se ha versionado más de sesenta veces y cuyas versiones más conocidas, además de la original con la Panamericana (cantada por Yayo El Indio), fueron cantadas por Felipe Pirela (cuya versión encabezó las listas en la Venezuela natal de Pirela durante tres meses), Roberto Ledesma, Xiomara Alfaro y Armando Manzanero, Tito el Bambino.
Angleró luego estableció una larga relación de composición con El Gran Combo de Puerto Rico. Escribió varias canciones de El Gran Combo de Puerto Rico, entre ellas: Serrana (1968), Dos Copas y Un Olé (1969), La Salsa de Hoy (1974), La Soledad (1976) y dos grandes éxitos, Aquí No Ha Pasado Nada (1978) y Las hojas Blancas (1973). Muchas de estas canciones han sido regrabadas por la banda en lanzamientos posteriores. ngleró siguió grabando canciones como vocalista y líder de la banda. La creación más famosa de su banda, Tierra Negra, fue responsable de grabar "Si Dios fuera negro", una versión humorística de las figuras de habla levemente racistas en español, donde las referencias al blanco y al negro se cambian por efecto cómico. Esta canción se convirtió en un éxito rotundo en varios países de América Latina (particularmente en Puerto Rico, Colombia, Panamá y Perú), y luego fue versionada en francés y se convirtió en un éxito en Guadalupe y Martinica. 
Otra canción, que se ha convertido en una popular canción de Navidad relacionada con Epiphany en Puerto Rico, es "El Cinco de Enero" (5 de enero). "Esa enfermedad, ¿se pega?" Fue un golpe menor. Otras canciones escritas por Angleró incluyen "Vas por ahí" de Sonora Ponceña de Papo Lucca, y "Satisfacción", grabado por Gilberto Santa Rosa.

## Muerte
Roberto Angleró murió el 28 de abril de 2018 a los 88 años de edad después de enfrentar problemas de salud en los últimos años. Fue enterrado en el Cementerio nacional de Puerto Rico en Bayamón, Puerto Rico.

## Discografía
- Roberto Angleró y Su Congregación (1970)
- ¿Guaya Salsa? (1973)
- Tierra Negra (1979)
- Por el Color de Tu Piel (1980)
- Trulla Moderna (1981)